# گوئز
گوئز (به هلندی: Goes) یک منطقهٔ مسکونی در هلند است که در زیلاند واقع شده‌است. گوئز −۱ متر بالاتر از سطح دریا واقع شده‌است.

## خواهرخوانده
شهرهای پانه‌وژیس و Panevėžys City Municipality خواهرخوانده‌های گوئز هستند.